# Acciaierie Shōwa

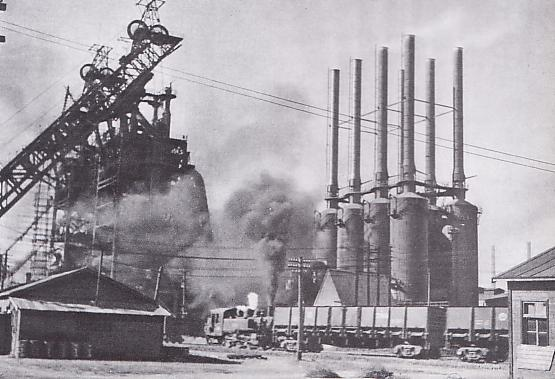
Le acciaierie Shōwa all'inizio degli anni quaranta.

Le acciaierie Shōwa (昭和製鋼所?, Shōwa Seitetsusho) furono un grande centro siderurgico costruito e potenziato dall'Impero giapponese nella città della Cina di Anshan negli anni trenta nel quadro del programma di industrializzazione dello Stato fantoccio del Manciukuò promosso dal governo nipponico per estendere la sua politica di imperialismo aggressivo in Asia.
All'inizio della seconda guerra mondiale le acciaierie Shōwa erano tra le più grandi e moderne a disposizione del complesso militare-industriale giapponese e contribuirono alla produzione di armamenti; divennero a partire dal 1944 un obiettivo importante della campagna di bombardamenti strategici condotta dai Boeing B-29 Superfortress americani in partenza dalle basi aeree della Cina sud-occidentale.
Dopo la resa del Giappone, le acciaierie di Anshan, occupate dall'Armata Rossa, entrarono in possesso della Repubblica Popolare Cinese che nel corso degli anni ha continuato a potenziare gli impianti che attualmente fanno parte del grande complesso siderurgico della Anshan Iron and Steel Group Corporation (Ansteel Group).

## Storia
Le acciaierie Shōwa trassero origine dalle "acciaierie e ferriere di Anshan", una società sussidiaria della Compagnia delle ferrovie della Manciuria meridionale costituita nel 1918. La città di Anshan nel Liaoning venne scelta per la sua vicinanza ai deposti di materiali ferrosi di Takushan e agli stabilimenti ferroviari di Mukden. La società utilizzava ferro di basso grado e nel 1934 ne impiegava 950.000 tonnellate; nel 1934 ricevette la nuova denominazione di "acciaierie Shōwa".

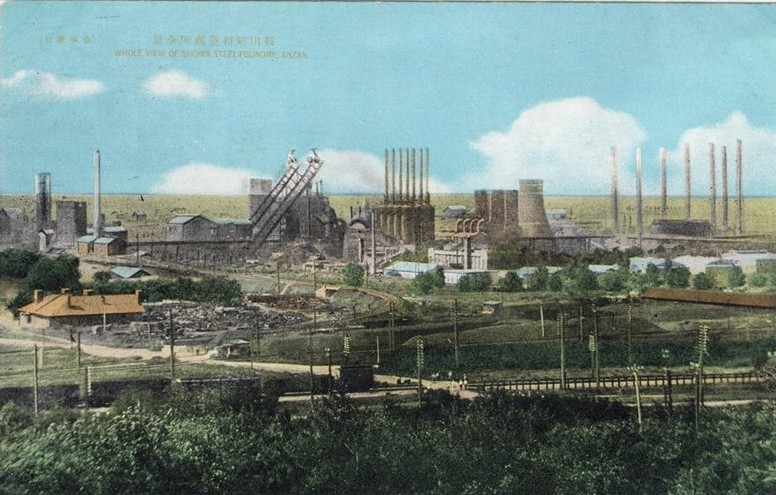
Immagine panoramica degli impianti delle Acciaierie Shōwa ad Anshan negli anni quaranta.

L'impianto siderurgico produceva ferro grezzo e Acciaio e l'acciaieria venne rapidamente circondata da un grande complesso industriale integrato costituito da altre fabbriche impegnate nella produzione di un'ampia varietà di prodotti metallici. La Sumitomo costruì uno stabilimento per la produzione di condutture in acciaio e la Compagnia di laminazione della Manciuria iniziò a produrre laminati in acciaio. Per rifornire le fonderie, furono aperte miniere di carbone a Fushun, 35 chilometri ad est delle acciaierie Shōwa, che fornivano combustibile anche per le centrali elettriche, gli impianti di liquefazione del carbone, i cementifici e le fornaci di mattoni. Alla fine degli anni trenta erano attivi oltre 780 impianti industriali giapponesi nella provincia di Fengtian.
Nel 1937, sotto la direzione e con il sostegno dell'armata del Kwantung, l'industriale giapponese Yoshisuke Aikawa organizzò un grande conglomerato industriale denominato Manshū Jukōgyō Kaihatsu KK (Mangyō), uno zaibatsu del Manciukuò con importanti partecipazioni nella Ferrovia della Manciuria meridionale, insieme al gruppo Nissan e al governo del Manciukuò. Il nuovo zaibatsu investì ingenti risorse nelle acciaierie Shōwa, di cui in pratica assunse il controllo.

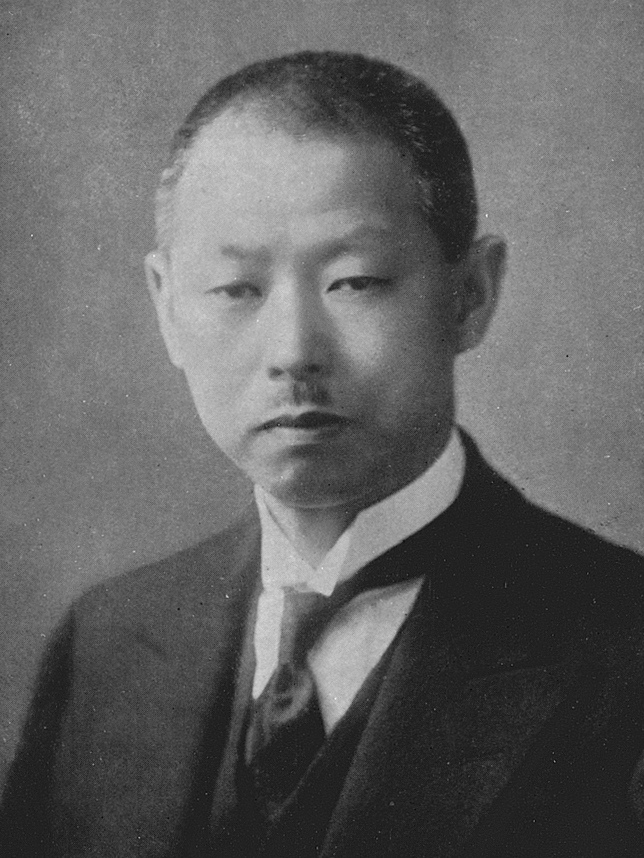
L'industriale giapponese Yoshisuke Aikawa, direttore della Nissan e creatore in Manciuria del grande conglomerato della Mangyō, che controllava anche le acciaierie Shōwa.

Nel quadro dei piani di sviluppo industriale promossi dalle autorità politico-militari giapponesi, le acciaierie Shōwa acquisirono su licenza la tecnologia del processo metallurgico Krupp-Renn dai produttori siderurgici tedeschi, e inviarono dal settembre 1937 una parte del personale della fabbrica in Germania per essere addestrata ad impiegare le nuove tecniche. Le attrezzature ricevute dalla Krupp furono installate nel 1939 e migliorarono fortemente l'efficienza produttiva degli impianti di Anshan. Nel corso degli anni gli impianti vennero continuamente potenziati dalle autorità giapponesi; dopo i primi due altoforni installati nel 1919, un terzo venne costruito nel 1930, mentre negli anni 1935-1943, contemporaneamente all'sviluppo della politica militarista del Giappone, entrarono in funzione due acciaierie e sei nuovi altoforni.
Le acciaierie Shōwa, grazie all'attivazione di questi nuovi impianti, incrementarono regolarmente i risultati produttivi; nel 1931-1932 la produzione totale di ferro lavorato in Manciuria raggiunse 1 milione di tonnellate, di cui circa la metà uscito dagli impianti di Anshan; la produzione di ferro salì a 7 milioni di tonnellate nel 1938. Nel 1941 le acciaierie Shōwa raggiunsero la capacità produttiva di 1.750.000 tonnellate di barre di ferro e 1 milione di tonnellate di acciaio lavorato; mentre nel 1942 gli impianti raggiunsero la capacità produttiva di 3.600.000 tonnellate; in questo modo gli stabilimenti Shōwa divennero uno dei centri di produzione del ferro e dell'acciaio più importanti del mondo.
Durante la guerra del Pacifico quindi le acciaierie divennero uno obiettivo di importanza prioritaria per i bombardieri strategici delle United States Army Air Forces impegnati nella operazione Matterhorn; i Boeing B-29 Superfortress della Twentieth Air Force condussero regolarmente missioni di bombardamento contro gli impianti Shōwa partendo dalle basi in Cina nella regione di Chengdu. L'Esercito imperiale giapponese cercò di proteggere gli stabilimenti produttivi schierando ad Anshan il 1° Chutai (gruppo aereo) del 104° Sentai (squadra aerea) delle Forze aeree dell'esercito, per missioni di difesa dell'area industriale. Questi reparti impiegavano anche i moderni caccia Nakajima Ki-84 "Hayate" (Frank), costruiti dalla Manshūkoku Hikōki Seizo KK, ma nonostante le difese aeree giapponesi, le acciaierie subirono danni considerevoli sotto gli attacchi del B-29 della Twentieth Air Force e persero circa il 30% della loro capacità produttiva.
Fu durante una delle missioni di B-29 dell'operazione Matterhorn sopra le acciaierie Shōwa ad Anshan che l'aereo comandato dal capitano Howard Jarrel venne colpito ai motori dal fuoco antiaereo giapponese; piuttosto che effettuare un atterraggio di emergenza in territorio nemico, il pilota decise di proseguire il volo e Atterraggio a Vladivostok, nell'Estremo Oriente russo. L'Unione Sovietica era ufficialmente neutrale nella guerra del Pacifico e quindi l'equipaggio venne internato e il bombardiere fu confiscato dalle autorità sovietiche. Questo incidente permise all'Unione Sovietica di impossessarsi di uno dei preziosi bombardieri strategici americani che venne approfonditamente analizzato e accuratamente smontato; in questo modo i tecnici sovietici furono in grado di riprodurre una copia del B-29 che sarebbe in seguito stata prodotta in massa, entrando in servizio nelle Forze aeree sovietiche come Tupolev Tu-4, il primo bombardiere atomico sovietico.
Nell'agosto 1945 l'Unione Sovietica entrò in guerra contro il Giappone e l'Armata Rossa invase la Manciuria avanzando rapidamente senza incontrare grande resistenza da parte dell'armata del Kwantung; i sovietici occuparono anche le acciaierie Shōwa di Anshan; gli impianti vennero smantellati e le attrezzature ancora utilizzabili furono trasferite nell'Unione Sovietica.
Al termine della guerra civile cinese, i comunisti cinesi occuparono a loro volta le rovine degli impianti di Anshan dove vennero ricostruite le grandi acciaierie sotto la denominazione di "acciaierie e ferriere di Anshan" che divennero rapidamente le più grandi e potenti della nuova Cina. Il centro siderurgico di Anshan, inserito nel grande conglomerato industriale metallurgico della "Anshan Iron and Steel Group Corporation" (Ansteel Group), rimane uno dei centri di produzione dell'acciaio più importanti della Cina moderna.